# Безотходная технология
Безотходная технология — принцип организации производства вообще, подразумевающий использование сырья и энергии в замкнутом цикле. Замкнутый цикл означает цепочку первичное сырьё — производство — потребление — вторичное сырьё.

## Принципы безотходной технологии
- Системный подход
- Комплексное использование ресурсов
- Цикличность материальных потоков
- Ограничение воздействия на окружающую среду
- Рациональная организация

## Безотходная технология в энергетике
Твёрдое и жидкое топливо при сжигании используются не полностью, а также образуют вредные продукты. Существует методика сжигания топлива в кипящем слое, которая более эффективна и экологически безопасна. Газовые выбросы необходимо очищать от оксидов серы и азота, а золу, образующуюся как результат фильтрации, использовать при производстве строительных материалов.

## Безотходная технология в металлургии
Необходимо широкое использование твёрдых, жидких и газообразных отходов чёрной и цветной металлургии вместе с одновременным снижением выбросов и сбросов вредных веществ. В цветной металлургии перспективно применение метода плавки в жидкой ванне, требующее меньших затрат энергии и вызывающее меньший объём выбросов. Получаемые же в результате серосодержащие газы могут использоваться в производстве серной кислоты и элементарной серы. Порошковая металлургия также является безотходной технологией. Коэффициент использования материала — 98-99 %.

## Безотходная технология в сельском хозяйстве
Сельское хозяйство может использовать безотходные технологии, как никакая другая отрасль. Учитывая, что отходы сельхозпроизводства имеют в основной своей массе органическое происхождение, их можно успешно перерабатывать с использованием уже имеющихся технологий. Так, отходы жизнедеятельности животных либо же растительная масса могут быть использованы при производстве биогаза или биоэтанола. При этом достигается экономия на использовании невозобновляемых источников энергии.